# Divine Regale
Divine Regale ist eine US-amerikanische Progressive-Metal-Band aus Dover, New Hampshire, die 1991 gegründet wurde, sich etwa 1997 auflöste und seit 2014 wieder aktiv ist.

## Geschichte
Die Gründung der Band geht auf das Jahr 1991 zurück, als der Gitarrist Gary Leighton und der Schlagzeuger Chris Anderson beschlossen, eine Band zu gründen. Kurz darauf stieß mit Daniel Elliott ein zweiter Gitarrist hinzu, ehe 1992 in Dwight Hill ein Sänger gefunden wurde. Alle vier Mitglieder kannten sich bereits seit der Highschool. Es wurde ein erstes Demo aufgenommen, wodurch sich die Gruppe verstärkt lokale Auftritte erhoffte. Gegen Ende des Jahres wurde Jason Keyzer als Keyboarder hinzugefügt, ehe ein wenig später Frank Couture am Bass die Besetzung komplettierte. Innerhalb von vier bis fünf Monaten wurde die EP Horizons aufgenommen und gegen Ende des Jahres 1994 fertiggestellt. Die EP wurde an Brian Slagel von Metal Blade Records übergeben, der sich daraufhin entschied, die Band unter Vertrag zu nehmen und den Song Cry to Heaven auf dem Label-Sampler Metal Massacre XII zu veröffentlichen. 1997 erschien das Debütalbum Ocean Mind bei Metal Blade Records. In ihrer ersten Schaffensperiode war es der Band auch möglich, eine vierwöchige Tournee mit Fates Warning an der Ostküste der Vereinigten Staaten durchzuführen. Eine offizielle Auflösung der Gruppe wurde nach der Albumveröffentlichung nicht bekanntgegeben, vielmehr kam ihre Aktivität irgendwann zum Erliegen. Seit 2014 ist die Band wieder aktiv. Die Neugründung lässt sich auf einen Grillabend der Mitglieder zurückführen, an dem alle Ehemaligen teilnahmen, was dazu führte, dass sie alte Divine-Regale-Lieder sowie Coversongs spielten. Daraufhin begannen sie mit dem Schreiben von neuen Liedern. Den Schreibprozess unterbrachen sie, um sich für einen Auftritt als Vorgruppe für Queensrÿche und die Scorpions vorzubereiten. Danach schrieb die Band weiter an neuen Songs. Die Besetzung besteht nun aus den bereits bekannten Mitgliedern Dwight Hill (Gesang), Frank Couture (E-Bass), Jason Keazer (Keyboard), Chris Anderson (Schlagzeug) und Gary Leighton (E-Gitarre) sowie dem neuen Gitarristen James Fairchild. Letzterer ist jedoch langjähriger Freund der Gruppe und hatte bereits 1993 bei einem Auftritt, der als Vorprogramm für Dream Theater gebucht worden war, am Bass ausgeholfen.

## Stil
Laut b_olariu von progarchives.com wurde die Band durch Queensrÿche und Marillion zu Zeiten von Steve Hogarth beeinflusst. Dadurch sei sie mit diesen beiden Gruppen, mit letzterer vor allem zur Schaffenszeit in den 1990er Jahren, sowie mit Fates Warning vergleichbar. Wolfgang Schäfer vom Rock Hard schrieb in seiner Rezension zu Horizons, dass Vergleiche zu Dream Theater falsch sind, da die Songs zwar auf einem hohen Niveau, jedoch ruhiger seien. Die ruhigere Spielweise lasse sich auf das meist ausgewogene Verhältnis von Keyboard und E-Gitarren zurückführen. Musikalisch bewege sich die Band zwischen Progressive-Rock und -Metal. In einer späteren Ausgabe rezensierte Schäfer Ocean Mind und ordnete es dem Progressive Metal zu. Der Gesang sei meist hoch, jedoch etwas dünn. Musikalisch gelinge der Gruppe die Gratwanderung zwischen Bombast und Kitsch. Stilistisch sei eine Nähe zu Crimson Glory vorhanden. In einer weiteren Ausgabe wurde geschrieben, dass sich das Album zwischen Crimson Glory und Fates Warning einordnen lässt. Im Interview mit dem Magazin gab Chris Anderson Fates Warning, alte Queensrÿche, Dream Theater und Yes als Einflüsse auf die Band an. Klangliche Parallelen zu Crimson Glory konnte er bestätigen. Seine persönlichen Einflüsse seien in Kindesjahren Kiss und dann Ozzy Osbourne und Judas Priest gewesen. Tore Wijnfurth vom Metal Hammer rezensierte das Album ebenfalls und empfahl es Fans von Queensrÿche, Dream Theater, Fates Warning, Magellan und ein wenig auch Rush. Die Band sei durch diese Bands inspiriert worden und verarbeite diese Einflüsse mit technisch anspruchsvoller Spielweise zu etwas eigenem.

## Diskografie
- 1992: Window (Demo, Eigenveröffentlichung)
- 1994: Horizons (EP, Eigenveröffentlichung)
- 1997: Ocean Mind (Album, Metal Blade Records)